# Mary Lou Jepsen

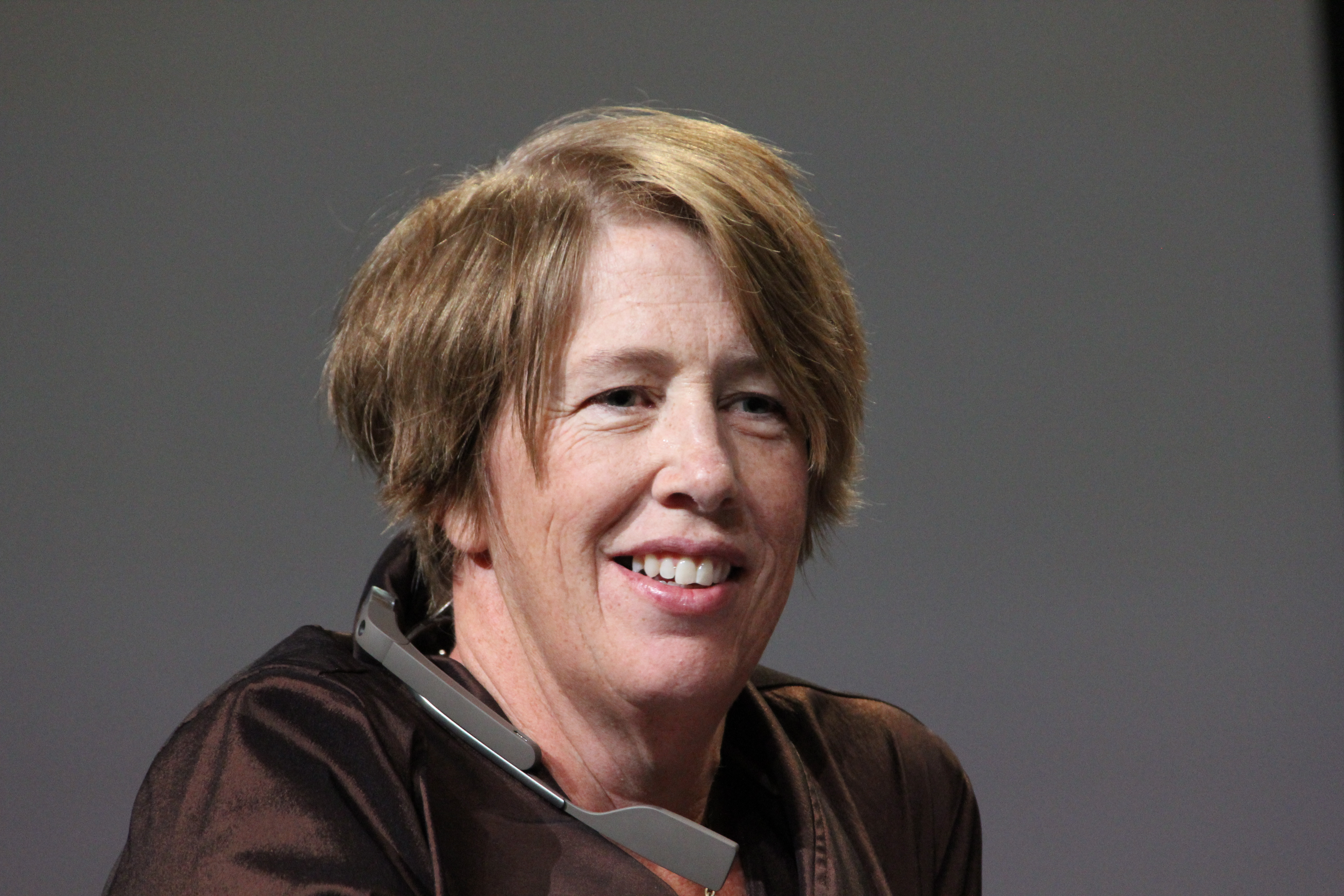
Mary Lou Jepsen auf der Entwicklerkonferenz Google I/O 2013 in San Francisco

Mary Lou Jepsen (* 1965) ist eine US-amerikanische Unternehmerin.
Sie studierte Studio Art (abgeschlossen als Bachelor of Arts) und Elektrotechnik (abgeschlossen als Bachelor of Sciences) an der Brown University und bekam dort einen Doktortitel in Optical Sciences verliehen. Später machte sie einen Master of Arts in Holographie am MIT Media Lab.
Im Jahr 1995 gründete sie das Unternehmen MicroDisplay Corp. als Ausgründung des Massachusetts Institute of Technology, das LCoS-Bildschirme herstellte. Dort arbeitete sie bis 2003 als technische Leiterin (Chief Technology Officer, CTO).
Von 2003 bis 2004 war Jepsen Technologiechefin der ehemaligen Display-Abteilung bei Intel. Dort lernte sie auch ihren späteren Ehemann – John Conor Ryan – kennen, mit dem sie hier zusammenarbeitete.
Jepsen war Mitbegründerin und neben Nicholas Negroponte als technische Leiterin wichtigste Mitarbeiterin des seit 2005 bestehenden Entwicklungshilfeprojektes One Laptop per Child. Sie entwickelte dort die Technik des mit Umgebungslicht ablesbaren Flüssigkristall-Bildschirmes für den vom OLPC-Projekt entwickelten energiesparenden Billig-Laptop OLPC XO-1. Im Mai 2008 kam Jepsen dafür auf die Liste der hundert einflussreichsten Personen des Time Magazine. 
Anfang des Jahres 2008 verließ sie das Projekt und gründete das Unternehmen Pixel Qi, das Flüssigkristall-Bildschirme entwickelt und herstellt. Mit Pixel Qi kommerzialisiert sie die im OLPC-Projekt erreichten Bildschirmtechnik-Entwicklungen und führt sie fort.
Jepsen gründet 2016 Openwater. Das Unternehmen entwickelt neue Optiken, mit denen man mit Licht in menschliche Körper blicken kann.